# Gaslöschanlage
Eine Gaslöschanlage ist eine Feuerlöschanlage, die einen Brand mittels eines gasförmigen Löschmittels entweder durch Sauerstoffverdrängung (Reduktion des Sauerstoffgehaltes), physikalische (Wärmeentzug) oder chemische Effekte (Kettenabbruchreaktion) löscht.
Mit gasförmigen Löschmitteln ist nur der Raumschutz, das Löschen in umschlossenen Schutzbereichen (Räumen), möglich. Die Ausnahme bildet der Einrichtungsschutz (Objektschutz) mit Kohlenstoffdioxid, z. B. für Druckmaschinen.
Aufgrund ihrer möglichen Gefahren werden Gaslöschanlagen nur bei Brandrisiken eingesetzt, die von anderen Feuerlöschanlagen nicht beherrscht werden können oder bei denen andere Feuerlöschanlagen unverhältnismäßig hohe Löschfolgeschäden verursachen würden. Der Einsatz von Löschwasser oder -schaum kann z. B. in Archiven, Bibliotheken, Schalt-, Technikräumen oder Rechenzentren große bzw. irreparable Schäden verursachen.
Gaslöschanlagen können anhand des verwendeten Löschmittels unterschieden werden:
- CO2-Löschanlagen
- Inertgas-Löschanlagen
  - Argon -Löschanlagen (IG-01)
  - Stickstoff -Löschanlagen (IG-100)
  - Inertgas-Löschanlagen mit Gasgemischen (IG-541 Inergen, IG-55 Argonite)
- Gaslöschanlagen mit chemischen Löschmitteln (halogenierten Kohlenwasserstoffen wie z. B. HFC-227ea, HFC-23, FK-5-1-12)

Eine Gaslöschanlage, die ein Objekt wie eine Maschine oder einen Schaltschrank mit einer begrenzten Löschmittelmenge schützt, ist eine Kleinlöschanlage.

## Branderkennung und Löschsteuerung
Üblicherweise wird die Gaslöschanlage über eine elektrische Steuereinrichtung (EST) gesteuert und auf Funktion überwacht. An eine Brandmelderzentrale (BMZ) angeschlossene Brandmelder überwachen den geschützten Bereich bzw. das geschützte Objekt. Im Brandfall gibt die Brandmelderzentrale die Brandalarmmeldung an die Steuereinrichtung (EST) ab, die die Löschanlage auslöst. Elektrische Steuereinrichtungen werden nach der harmonisierten europäischen Norm EN 12094-1 geprüft und zugelassen.
BMZ und EST können getrennte Zentralen sein, es sind jedoch auch sogenannte Kombi-Zentralen vorhanden. Hier befindet sich dann die BMZ und EST in einem Gehäuse. Die Richtlinie VdS 2496 definiert die "Standardschnittstelle Löschen" für die Verbindung zwischen BMZ und EST. Wenn die EST Bestandteil der BMZ ist, liegt eine kombinierte BMZ/EST vor und die Standardschnittstelle Löschen kann entfallen.
Seltener werden mechanische Branderkennungselemente wie pneumatische Anregernetze mit pneumatischen Auslösern oder Seilzüge mit Seiltrennern zur Branderkennung und Auslösung eingesetzt.

## Personenschutz
Zusammen mit Gaslöschanlagen müssen stets Alarmierungseinrichtungen für im Löschbereich anwesende Personen vorgesehen werden, die diese vor dem Auslösen der Löschanlage warnen. In Deutschland fordern die Berufsgenossenschaften in der DGUV Information 205-026 als Personenschutzmaßnahmen optische und akustische Alarmierungseinrichtungen, das sind Blitzlampen und elektrisch bzw. pneumatisch betriebene Hupen, die den bevorstehenden Löschvorgang ankündigen. Die DGUV Information 205-026 gilt für alle Gaslöschanlagen in Gebäuden, d. h. für Löschanlagen mit Kohlendioxid, Inertgasen oder halogenierten Kohlenwasserstoffen als Löschgas. Sie ersetzt die bisherigen Publikationen BGR 134, BGI 888 und BGG 920.

## Anwendungsrichtlinien
Verschiedene Richtlinien geben Empfehlungen für die Auslegung, Installation, Prüfung, Instandhaltung und Sicherheit von Gaslöschanlagen. Die europäischen Normen der EN 15004 Reihe basieren auf den entsprechenden Teilen der ISO-14520-Reihe mit Modifikationen. In Deutschland und vielen anderen Ländern weltweit werden die VdS Richtlinien VdS 2093, VdS 2380, bzw. VdS 2381 herangezogen. Zu beachten ist hier, dass die Systeme eine VdS-Anerkennung gem. VdS 2454 haben müssen. Für die Auslegung von Gaslöschanlagen nach VdS oder internationalen Richtlinien bietet der VdS eine spezielle Berechnungssoftware an. In Österreich setzt die TRVB 152 auf die EN 15004-1 auf. In der Schweiz gibt der Verband Schweizerischer Errichter von Sicherheitsanlagen Informationen und Richtlinien zu Gaslöschanlagen aus.
| Löschmittel           | Name / Handelsname                              | ISO          | Ausgabe | EN          | Ausgabe | VdS      | Ausgabe      |
| --------------------- | ----------------------------------------------- | ------------ | ------- | ----------- | ------- | -------- | ------------ |
| CO2                   | Kohlenstoffdioxid                               | ISO 6183     | 2022    | EN 17966    | 2024    | VdS 2093 | 2022-09 (05) |
| Inertgase             |                                                 |              |         |             |         |          |              |
| IG-01                 | Argon                                           | ISO 14520-12 | 2015    | EN 15004-7  | 2017    | VdS 2380 | 2022-09 (07) |
| IG-100                | Stickstoff                                      | ISO 14520-13 | 2015    | EN 15004-8  | 2017    | VdS 2380 | 2022-09 (07) |
| IG-55                 | Argonite                                        | ISO 14520-14 | 2015    | EN 15004-9  | 2017    | VdS 2380 | 2022-09 (07) |
| IG-541                | Inergen                                         | ISO 14520-15 | 2015    | EN 15004-10 | 2017    | VdS 2380 | 2022-09 (07) |
| Chemische Löschmittel |                                                 |              |         |             |         |          |              |
| FK-5-1-12             | perfluoriertes Ethylisopropylketon (Novec 1230) | ISO 14520-5  | 2019    | EN 15004-2  | 2020    | VdS 2381 | 2022-09 (07) |
| HFC-227ea             | Heptafluorpropan (FM200)                        | ISO 14520-9  | 2019    | EN 15004-5  | 2020    | VdS 2381 | 2022-09 (07) |
| HFC-125               | Pentafluorethan (Halon 2500)                    | ISO 14520-8  | 2019    | EN 15004-4  | 2020    |          |              |
| HFC-23                | Trifluormethan (Trigon)                         | ISO 14520-10 | 2019    | EN 15004-6  | 2020    |          |              |
| HFC-236fa             | 1,1,1,3,3,3-Hexafluorpropan (FE-36)             | ISO 14520-11 | 2016    |             |         |          |              |
|                       | Halogenkohlenstoff-Mischung 55                  | ISO 14520-17 | 2022    | EN 15004-11 | 2024    |          |              |

## CO2-Löschanlage

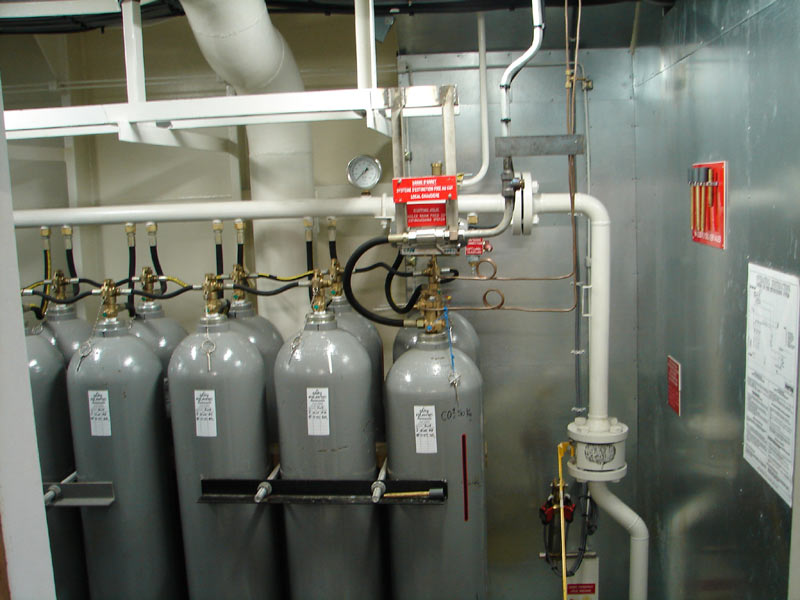
CO_{2}-Löschanlage zum Schutz eines Schiffmaschinenraumes

Eine CO2-Löschanlage ist eine ortsfeste Feuerlöschanlage, die mit Kohlenstoffdioxid (CO2) als Löschmittel arbeitet.

### Funktion und Löschwirkung
Wird je nach Brandmeldertyp z. B. Rauch, extremer Temperaturanstieg oder Flammen detektiert, löst die Brandmelderzentrale den Löschvorgang aus und der geschützte Raum wird mit CO2 geflutet bzw. das geschützte Objekt mit dem Löschmittel beaufschlagt. Die Löschwirkung von Kohlendioxid beruht auf einer schnellen Verdrängung des Sauerstoffs vom Brandherd.

### Löschmittellagerung
Die Lagerung des CO2 erfolgt flüssig und je nach im Einsatzfall benötigter Menge bei Hochdruck-Löschanlagen in Gasflaschen unter zirka 60 bar Druck oder bei Niederdruck-Löschanlagen bei zirka −20 °C in isolierten Niederdruckbehältern bei zirka 20 bar Druck. Die Vorratsbehälter besitzen jeweils eine Wiegevorrichtung, über die der Vorrat auf Löschmittelschwund überwacht wird.

### Anlagenarten
Raumschutzanlagen schützen geschlossene Räume (z. B. Technikräume, EDV und Serverräume, Maschinenräume, Silos...), indem im Einsatzfall der komplette Raum mit CO2 geflutet wird (Raumschutz).
Objektschutzanlagen schützen frei stehende Objekte (z. B. Motorprüfstände, Druckmaschinen), die im Einsatzfall mit dem Löschmittel umgeben werden (Einrichtungs- bzw. Objektschutz).

### Risiken
Beim Einsatz von CO2-Löschanlagen ist Folgendes zu bedenken:
- Durch die Verdrängung des Luftsauerstoffs besteht Erstickungsgefahr, das Betreten eines mit CO2 gefluteten Raumes ist deshalb nur mit Umluft-unabhängigem Atemschutz möglich.
- CO2 ist deutlich schwerer als Luft, sinkt ab und sammelt sich deshalb in Gruben und Kellerräumen.
- Durch die schlagartige Abkühlung des an den Düsen expandierenden CO2 kondensiert wie bei allen verflüssigten Löschgasen die Feuchtigkeit der Raumluft zu einem Nebel, der die Flucht aus dem Löschbereich erschweren kann.
- Manche Substanzen, wie Magnesium brennen auch in reinen Kohlendioxid weiter.[9]

### Personenschutz
Um Personen auf das eigentlich geruchlose Löschgas aufmerksam zu machen und eine Evakuierung des betroffenen Bereiches zu ermöglichen, kann dem Gas ein Odormittel beigemischt werden. Aufgrund der vielfältigen Anwendung (z. B. Lebensmittelindustrie) ist eine Odorierung jedoch nicht zwingend vorgeschrieben.

### Einsatzgebiete
CO2-Löschanlagen werden aufgrund der möglichen Personengefährdung deshalb zumeist nur dann eingesetzt, wenn alternativ andere Feuerlöschanlagen nicht oder nur sehr aufwendig eingesetzt werden könnten. Einrichtungsschutz (Objektschutz) ist jedoch mit keinem anderen gasförmigen Löschmittel als CO2 möglich. Kohlendioxid ist ein sauberes und rückstandsfreies Löschmittel, das zudem elektrisch nicht leitet. Daraus ergeben sich auch einige der wichtigsten Einsatzgebiete:
- Maschinenräume von Schiffen,
- Druckmaschinen,
- Härtebecken,
- Werkzeugmaschinen,
- automatische Lackieranlage,
- Motorenprüfstände,
- Gefahrstofflager,
- Rechenzentren,
- Archive, Bibliotheken,
- Schalt-, Technik-, EDV- oder Serverräume.

## Inertgas-Löschanlage
Eine Inertgas-Löschanlage ist eine ortsfeste Feuerlöschanlage, in der die Inertgase Argon oder Stickstoff bzw. Gemische daraus (Inergen oder Argonite) als Löschmittel eingesetzt werden.

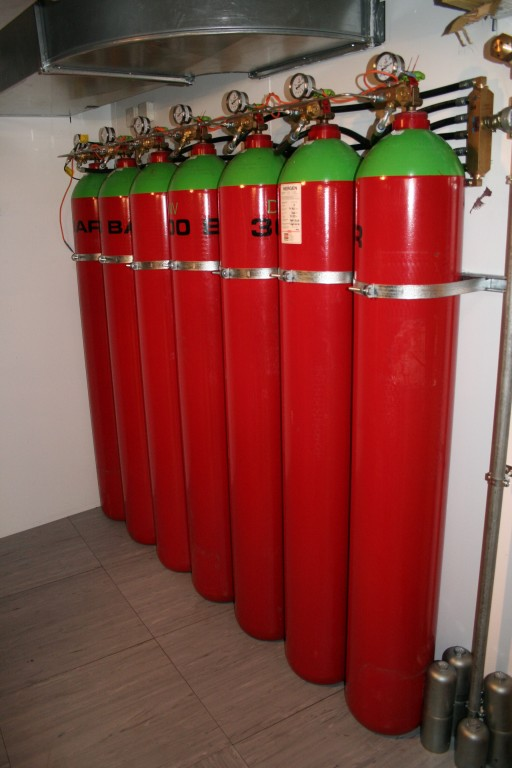
Argonflaschen der Inertgas-Löschanlage eines Rechenzentrums

### Löschwirkung
Die Löschwirkung von Inertgasen wird durch die Verdrängung des Luftsauerstoffs erreicht. Man spricht hier vom Stickeffekt, der bei Unterschreitung des für die Verbrennung erforderlichen spezifischen Grenzwertes eintritt. Zumeist erlischt das Feuer schon bei einer Absenkung des Sauerstoffanteils auf 13,8 Vol.-%. Dazu muss das vorhandene Luftvolumen nur um etwa ein Drittel verdrängt werden, was einer Löschgaskonzentration von 34 Vol.-% entspricht.
Bei Brandstoffen, die zur Verbrennung erheblich weniger Sauerstoff benötigen, ist eine entsprechend höhere Löschgaskonzentration erforderlich, z. B. bei Acetylen, Kohlenmonoxid und Wasserstoff.
Argon ist schwerer als die Umgebungsluft und durchsetzt den Löschbereich besonders schnell und gründlich. Es ist als Edelgas besonders reaktionsträge und daher auch zum Löschen von Metallbränden geeignet.
Stickstoff ist zu 78,1 Vol.-% Bestandteil der natürlichen Atmosphäre, hat deshalb ein ähnliches spezifisches Gewicht wie die Umgebungsluft und verteilt sich deshalb besonders gut im Löschbereich.

### Löschmittellagerung
- Hochdruck-Löschanlagen (Flüssige oder gasförmige Lagerung in Gasflaschen unter hohem Druck, derzeit bis zu 300 bar)
- Niederdruck-Löschanlagen (Lagerung des flüssigen und tiefkalten Löschgases in isolierten Niederdruckbehältern)

### Risiken
Bei Inertgas-Löschanlagen haben Personen den Löschbereich vor dem Einströmen des Löschgases zu verlassen, um nicht durch den reduzierten Sauerstoffgehalt zu Schaden zu kommen.

### Einsatzgebiete
Die vollkommen rückstandsfrei löschenden Inertgas-Löschanlagen eignen sich besonders zur Anwendung in Bereichen, in denen Wasser, Schaum oder Pulver als Löschmittel aufgrund zu erwartender Löschfolgeschäden nicht eingesetzt werden können, beispielsweise in
- Schalt- und Steueranlagen,
- EDV- und Telekommunikationsanlagen und -Einrichtungen und andere hochwertige Technik,
- Räumen mit unwiederbringlichen Kulturgütern wie Museen, Bibliotheken und Archivräumen,
- Datenarchiven,
- Galvanische Anlagen (bei zyanidhaltigen Bädern würde beim Löschen mit CO2 hochgiftige Blausäure entstehen),
- Lager mit Gefahrstoffen oder wertvollen Wirtschaftsgütern,
- Lackier- und Pulverbeschichtungsanlagen,
- Gasturbinen,
- Filteranlagen,
- Schienenfahrzeugen.[10]

## Gaslöschanlage mit chemischen Löschmitteln

### Löschwirkung und Risiken
Gaslöschanlagen mit chemischen Löschmitteln erzielen ihre Löschwirkung durch Wärmeentzug aus der Flamme. Dadurch wird die Verbrennungsreaktion unterbrochen. Mit diesen Löschmitteln wird eine schnelle Löschwirkung erzielt. Bei diesen Löschmitteln wird ein relativ dichter Löschbereich vorausgesetzt, um die notwendige Löschmittelkonzentration zu erreichen und zu halten.
Die nur in sehr geringem Maße stattfindende Sauerstoffverdrängung ist hier ein nicht löschwirksamer und bezüglich der Personensicherheit zu vernachlässigender Effekt. Sie sind damit für Menschen und Tiere weniger gefährlich als die herkömmlichen Gaslöschanlagen, die auf Sauerstoffverdrängung beruhen. Das Verlassen eines Löschbereichs ist immer erforderlich, da bei einem Feuer entstehende Brandgase grundsätzlich gesundheitsgefährdend sind. Bei hohen Temperaturen können während des Löschvorgangs unerwünschte Zersetzungsprodukte entstehen, die gesundheitlich kritisch zu betrachten sind, insbesondere bei den Löschmitteln die Fluor enthalten.

### Löschmittellagerung
Die hier aufgeführten chemischen Löschmittel werden in Stahlflaschen bevorratet. Durch die Überlagerung mit einem Stickstoffpolster wird ein Druck zwischen 25 und 50 bar in der Flasche erreicht. Beim Auslösen der Löschanlage strömt das Löschmittel flüssig bis zu den Düsen in den Löschbereichen und wird beim Austritt aus den Düsen feinst vernebelt.

### Halonverbot / Halonersatz
Seit 2004 dürfen zivile Anwendungen mit dem Löschmittel Halon (im herkömmlichen Sinne) nicht mehr gestattet werden, da es die Ozonschicht zerstört. Es wurden deshalb von verschiedenen Unternehmen oft als Halonersatz bezeichnete alternative Löschmittel entwickelt. Oft kann durch geringe technische Änderungen die Löschanlage auf diese Löschmittel umgebaut werden.

### Chemische Löschmittel
Chemische Löschmittel werden auch halogenierte Kohlenwasserstoffe oder synthetische Löschgase genannt. In Deutschland, in Österreich und in der Schweiz kommen vorwiegend folgende chemische Löschmittel zum Einsatz:
- Bei dem unter der ISO-Bezeichnung HFC-227ea bekannten Löschmittel (Markenname u. a. FM-200 der Great Lakes Chemicals), wird die Wärme dem Feuer entzogen durch zum größten Teil physikalisches Einwirken (kühlen) und einen geringen chemischen Eingriff in den Verbrennungsprozess.

- Das unter der ISO-Bezeichnung FK-5-1-12 bekannte Löschmittel (Novec 1230, Markenname der 3M Corporation) ist ein chemisches Löschmittel mit geringem Treibhauspotential.[12] Bei Raumtemperatur ist Novec 1230 eine Flüssigkeit, die leicht zu einem Gas verdampft, wenn es unter Druck aus den Düsen ausströmt. Es sind schnelle, wirksame Löschvorgänge mit einem hohen Durchdringungsvermögen möglich (zehn Sekunden) und es bleiben keine Rückstände des Löschmittels zurück.

### Einsatzgebiete
- Gaslöschanlagen mit chemischen Löschmitteln eignen sich besonders, wenn rückstandsfrei, elektrisch nicht leitend und ohne Schädigung der Schutzobjekte gelöscht werden muss, insbesondere in
  - Telekommunikations-Einrichtungen,
  - Serverräumen,
  - Datenverarbeitungszentren,
  - Leitständen,
  - Archiven, Museen oder Bibliotheken